# توريغروتا
توريغروتا (بالإيطالية: Torregrotta)‏ هي بلدية في مقاطعة ميسينا في صقلية الإيطالية.

## السكان
في سنة 1861 بلغ عدد السكان 749 نسمة، وتطور العدد ليصل في سنة 2011 لـ 7٬426 نسمة.
يظهر هذا المخطط البياني تطور النمو السكاني لـ توريغروتا